# Ichneumenoptera
Ichneumenoptera là một chi bướm đêm thuộc họ Sesiidae.

## Các loài
- Ichneumenoptera auripes (Hampson, [1893])
- Ichneumenoptera caudata  Gorbunov & Arita, 1995
- Ichneumenoptera daidai  Gorbunov & Arita, 2000
- Ichneumenoptera duporti (Le Cerf, 1927)
- Ichneumenoptera punicea  Gorbunov & Arita, 2000
- Ichneumenoptera vietnamica  Gorbunov & Arita, 1995
- Ichneumenoptera chrysophanes (Meyrick, 1887)
- Ichneumenoptera commoni (Duckworth & Eichlin, 1974)
- Ichneumenoptera xanthogyna (Hampson, 1919)